# Néo Sykámino
Néo Sykámino (Neo Sykamino) är en ort i Grekland.   Den ligger i prefekturen Nomarchía Anatolikís Attikís och regionen Attika, i den sydöstra delen av landet, 40 km norr om huvudstaden Aten. Néo Sykámino ligger 85 meter över havet och antalet invånare är 272.
Terrängen runt Néo Sykámino är platt norrut, men söderut är den kuperad. Havet är nära Néo Sykámino åt nordost.Runt Néo Sykámino är det ganska tätbefolkat, med 144 invånare per kvadratkilometer. Närmaste större samhälle är Chalkída, 18,4 km nordväst om Néo Sykámino. Trakten runt Néo Sykámino består till största delen av jordbruksmark.